# Stadsdienst Leiden

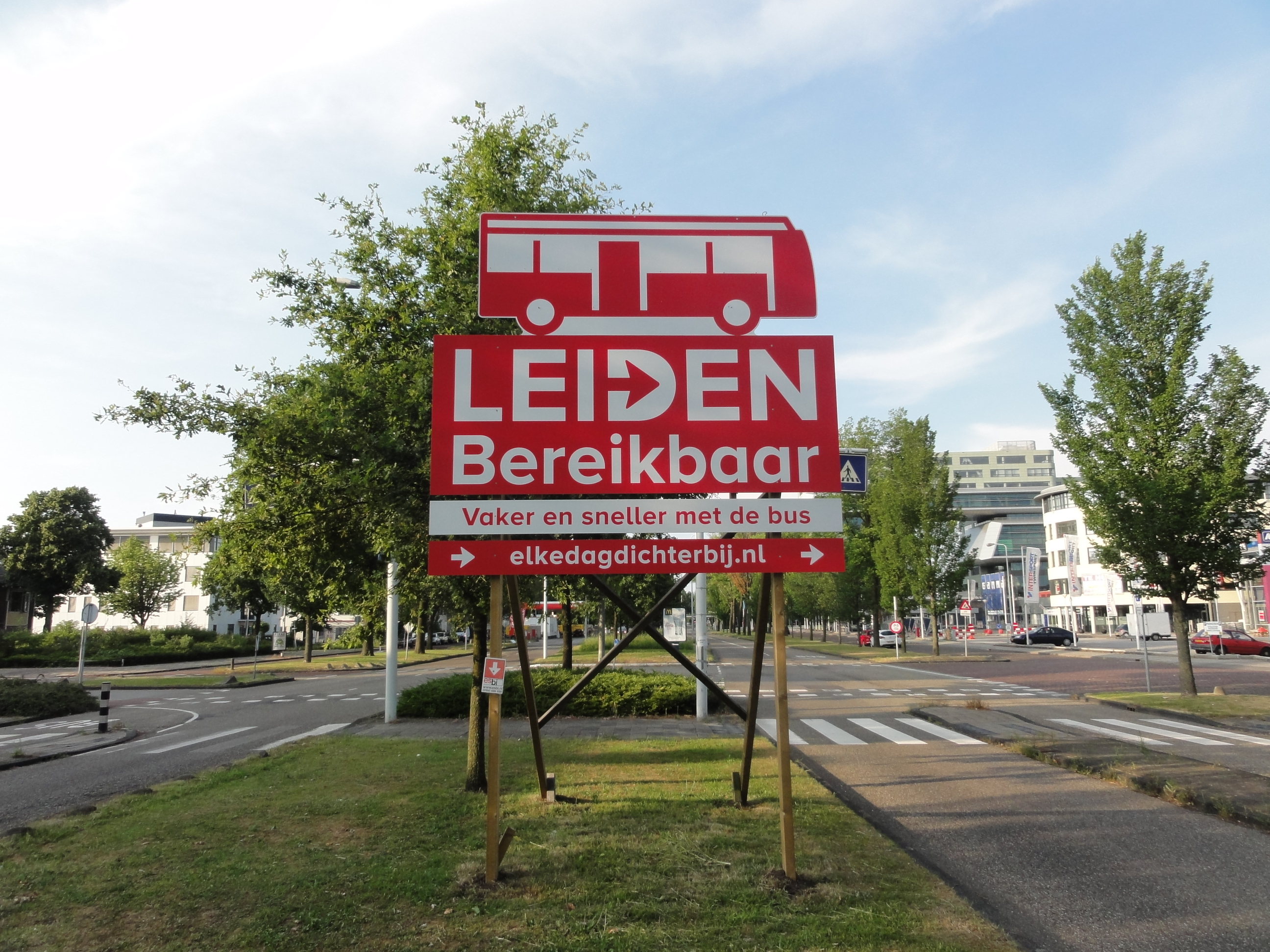
Promotie busvervoer

De stadsdienst Leiden is een openbaarvervoernetwerk dat de wijken van Leiden en de aan Leiden vast gebouwde randgemeente Leiderdorp met elkaar en met Station Leiden Centraal verbindt. Het netwerk bestaat uit zes buslijnen binnen de agglomeratie Leiden. Voorts rijden de meeste lijnen parallel aan een andere. De dienst wordt uitgevoerd door Qbuzz. De stadsdienst Leiden hoort bij de concessie Zuid-Holland Noord.

## Geschiedenis
- Tot 7 oktober 1960 reed een Leidse stadstram. Daarnaast exploiteerde Eltax een stadsbusdienst die in 1963 werd overgenomen door de NZH. De stadslijnen werden hierbij genummerd vanaf lijn 11 om verwarring met stadsdiensten in andere steden te voorkomen. Op 1 juni 1994 werd de stadsdienst overgedragen aan West Nederland die op 1 november 1994 fusseerde tot ZWN-Groep. In 1999 ging de ZWN op in Connexxion.
- 9 december 2012: De concessie van Connexxion voor busvervoer in Zuid-Holland Noord werd overgenomen door Arriva.
- 15 december 2013: Buslijnen 5 en 6 zijn ingekort tot het Centraal Station. Lijn 5 rijdt alleen nog tussen het Centraal Station en Starrenburg in Voorschoten. Lijn 6 rijdt alleen nog tussen het Centraal Station en Leyhof in Leiderdorp.
- 26 augustus 2018: Buslijn 10 kwam erbij om het centrum van Leiden en het Centraal Station te verbinden met CORPUS in Oegstgeest.
- 15 december 2019: Buslijnen 7 en 8 zijn erbij gekomen omdat lijn 187 de plaatsen Zoeterwoude-Rijndijk en Oegstgeest niet meer bedient. Buslijn 10 kwam dan weer te vervallen.
- 9 januari 2022: Buslijn 9 kwam erbij als spitsversterking van lijnen 38 en 90 op het traject Centraal Station - Bio Science Park.
- 15 december 2024: De concessie van Arriva voor busvervoer in Zuid-Holland Noord werd overgenomen door Qbuzz. Lijn 1 krijgt in Leiderdorp een ander eindpunt (Leyhof in plaats van Ziekenhuis). Lijn 3 rijdt alleen nog tussen Leiden Merenwijk en Leiderdorp Leyhof. Het traject tussen het Centraal Station en De Vink wordt overgenomen door lijn 14. Lijnen 5 t/m 8 vervallen, ze worden vervangen door andere buslijnen.

## Huidige buslijnen
| Lijn | Route                                   | Via | Bijzonderheden                                                        |
| ---- | --------------------------------------- | --- | --------------------------------------------------------------------- |
| 1    | Station De Vink - Leiderdorp Leyhof     | Stevenshof, Centraal Station, Breestraat, Station Lammenschans                                            | Rijdt na Leyhof verder als lijn 3. Rijdt niet 's avonds en op zondag. |
| 2    | Station De Vink - Leiderdorp Oranjewijk | Stevenshof, Centraal Station, Breestraat, Station Lammenschans, Leiderdorp, Alrijne Ziekenhuis Leiderdorp |                                                                       |
| 3    | Leiderdorp Leyhof - Merenwijk           | Buitenhof, Rietschans, De Kooi, De Waard, Breestraat, Centraal Station, LUMC, Groenoord                   | Rijdt na Leyhof verder als lijn 1 en na Merenwijk verder als lijn 4.  |
| 4    | Station De Vink - Merenwijk             | Fortuinwijk, Station Lammenschans, Breestraat, Centraal Station, LUMC, Groenoord                          | Rijdt na Merenwijk verder als lijn 3.                                 |
| 9    | Centraal Station - Bio Science Park     | | Spits-/ringlijn.                                                      |
| 14   | Centraal Station - Station De Vink      | Breestraat, Tuinstadwijk                                                                                  | Rijdt niet 's avonds en op zondag.                                    |

## Materieel
Op de stadsdienst wordt voornamelijk gereden met de elektrische Iveco E-way bussen.
| Vervoerder | Merk          | Type          | Series    | Bouwjaar | Status                      | Opmerking                       | Afbeelding |
| ---------- | ------------- | ------------- | --------- | -------- | --------------------------- | ------------------------------- | ---------- |
| Arriva     | Mercedes-Benz | Sprinter City | 190–192   | 2014     | geëxporteerd/verkocht       | Voorheen Syntus, daarvoor Qbuzz |            |
| Arriva     | Van Hool      | newA300 Hyb   | 4832–4851 | 2010     | geëxporteerd                | Overgenomen van Connexxion.     |            |
| Arriva     | Van Hool      | newA300 Hyb   | 4883–4886 | 2009     | verhuisd naar Noord-Brabant | Overgenomen van Connexxion.     |            |
| Arriva     | Volvo         | 7900 Electric | 4801–4823 | 2019     | naar Qbuzz als 8100–8122    |                                 |            |
| Qbuzz      | Iveco         | E-way 12      | 8051–8073 | 2024     | in gebruik                  |                                 |            |
| Qbuzz      | Volvo         | 7900 Electric | 8100–8122 | 2019     | In gebruik                  | Overgenomen van Arriva          |            |